# Jon Stone
Jon Arthur Stone (* 13. April 1931 in New Haven; † 30. März 1997 in New York) war ein US-amerikanischer Autor, Regisseur und Produzent. Als Mitglied in der Sesamstraßen-Redaktion und von The Muppets war er maßgeblich an der Entwicklung der Figuren des Krümelmonsters, Bibo und Oscar beteiligt. Stone gewann 18 Fernseh-Emmy-Awards und wurde
als einer der besten Fernsehautoren für Kinder angesehen.

## Leben
Jon Stone wurde in New Haven als Sohn eines Arztes geboren. Nach Besuch der Pomfret School trat er in das Williams College ein, wo er 1952 seinen Abschluss machte. Damals begann Stone seine Arbeit im Kinderfernsehen als Autor für Captain Kangaroo. Er arbeitete auch an Kukla, Fran und Ollie, bevor er als Autor und Produzent zur Sesamstraße wechselte. Vor und während seiner Zeit bei der Sesamstraße arbeitete er auch an mehreren anderen Muppet-Projekten und war Autor mehrerer Kinderbücher, insbesondere von The Monster at the End of This Book, das von Random House als Little Golden Book veröffentlicht wurde, eine Kinderbuchreihe, die seit 1942 existiert.
Stone war mit der ehemaligen Schauspielerin Beverly Owen verheiratet. Das Paar bekam zwei Töchter, bevor es sich 1974 scheiden ließ.
Stone starb zwei Wochen vor seinem 66. Geburtstag, am 30. März 1997 in New York an Amyotropher Lateralsklerose (ALS). Postum wurde Stone eine Gedenkbank auf dem „Literary Walk“ im Central Park gewidmet. Die Bank befindet sich direkt rechts neben einer Bank, die Jim Henson gewidmet ist. In ihrem Nachruf auf ihn in der New York Times beschreibt Joan Ganz Cooney Stone als „wahrscheinlich den brillantesten Autor von Kinderfernsehmaterial in Amerika“. Die 29. Staffel der Sesamstraße wurde ihm gewidmet.

## Karriere
Stones früheste Verbindung mit Jim Henson entwickelte sich Anfang der 1960er Jahre, als er mit dem Schriftsteller Tom Whedon an Märchenprojekten arbeitete, wie zum Beispiel einer geplanten Schneewittchen-Serie. Daraus erwuchs eine Cinderella-Pilot-Folge, die gedreht und später als Hey, Cinderella! veröffentlicht wurde.
In seiner aktiven Sesamstraßenzeit führte er von 1970 bis 1997 in insgesamt 271 Folgen der Serie Regie. Daneben inszenierte er zahlreiche Specials wie Big Bird in China, Big Bird in Japan oder das Weihnachtsspecial Mr. Willowby’s Christmas Tree oder Don’t Eat the Pictures, ein Special, das die Sesamstraße ins Metropolitan Museum of Art brachte und den Prix Jeunesse International gewann.

## Filmografie (Auswahl)
Unter Stones Regie entstanden über 60 Produktionen. Hier sind nur die in Deutschland bekanntesten aufgeführt:
- 1970–1997: Sesamstraße (Sesame Street, 251 Folgen)
- 1978: Weihnachten in der Sesamstraße (Christmas Eve on Sesame Street)
- 1983: Big Bird in China
- 1986: I’m Glad I’m Me
- 1992–1994: Clarissa (Clarissa Explains It All, Fernsehserie)